# Historisches Jahrbuch der Stadt Linz
Das Historische Jahrbuch der Stadt Linz ist eine Zeitschrift zur Erforschung der Linzer Stadtgeschichte und wird vom Archiv der Stadt Linz herausgegeben.
Das Historische Jahrbuch der Stadt Linz entwickelte sich aus dem 1935 bis 1954 jährlich erschienenen „Jahrbuch der Stadt Linz“. In dieser Publikation wurden neben Berichten zum kulturellen Leben der Stadt Linz beständig stadthistorische Beiträge veröffentlicht. Zeitliche Unterbrechungen stellten die Jahre 1937 bis 1949 dar. Durch die 1955 erfolgte Aufspaltung in ein „Historisches Jahrbuch der Stadt Linz“ und eine Publikation mit naturkundlichem Schwerpunkt erhielt die Stadtgeschichtsforschung eine eigenständige Zeitschrift. Die Redaktion liegt seit diesem Zeitpunkt beim Archiv der Stadt Linz. Nach Vorläufern in den Jahren 2001 und 2002 werden seit 2004 Themenbände an Stelle der bisherigen Sammelbände veröffentlicht. Der inhaltliche Schwerpunkt verlagerte sich in den letzten Jahren zur Zeitgeschichtsforschung mit einem Schwerpunkt auf Nationalsozialismus und Erste Republik.
Dank Genehmigung des Linzer Stadtarchivs stehen die Jahrgänge 1935–1936 und 1949–2003/04 für rein wissenschaftliche, nicht-kommerzielle Nutzung online zur Verfügung.